# سیارک ۱۰۶۴۶
سیارک ۱۰۶۴۶ (به انگلیسی: 10646 Machielalberts، نامگذاری:2077P-L) ده هزار و ششصد و چهل و ششمین سیارک کشف شده‌است که در ۲۶ سپتامبر ۱۹۶۰ کشف شد.